# Jupiler League 2009-2010
Jupiler League 2009-2010 a fost al 107-lea sezon al Jupiler League.

### Schimbări echipe
- Mons și Tubize au fost retrogradate.
- Sint-Truiden a fost promovată.
- Roeselare a învins Dender, Lierse și Antwerp în play offuri și a fost aprobată să rămână în ligă.

## Informații echipe

### Stadioane și locații
| Club                           | Locație      | Stadion                          | Capacitate |
| ------------------------------ | ------------ | -------------------------------- | ---------- |
| R.S.C. Anderlecht              | Anderlecht   | Stadionul Constant Vanden Stock  | 28,063     |
| Cercle Brugge K.S.V.           | Brugge       | Jan Breydel Stadium              | 29,415     |
| R. Charleroi S.C.              | Charleroi    | Stade du Pays de Charleroi       | 24,891     |
| Club Brugge K.V.               | Brugge       | Jan Breydel Stadium              | 29,415     |
| K.R.C. Genk                    | Genk         | Cristal Arena                    | 24,900     |
| K.A.A. Gent                    | Gent         | Jules Ottenstadion               | 12,919     |
| K.F.C. Germinal Beerschot      | Antwerp      | Olympisch Stadion                | 12,771     |
| K.V. Kortrijk                  | Kortrijk     | Guldensporen Stadion             | 9,500      |
| K.S.C. Lokeren Oost-Vlaanderen | Lokeren      | Daknamstadion                    | 10,000     |
| KV Mechelen                    | Mechelen     | Veolia Stadium Achter de Kazerne | 13,123     |
| R.E. Mouscron                  | Mouscron     | Stade Le Canonnier               | 11,300     |
| Roeselare                      | Roeselare    | Schiervelde Stadion              | 9,036      |
| K. Sint-Truidense V.V.         | Sint-Truiden | Staaienveld                      | 11,250     |
| Standard Liège                 | Liège        | Stade Maurice Dufrasne           | 30,000     |
| K.V.C. Westerlo                | Westerlo     | Het Kuipje                       | 8,200      |
| S.V. Zulte-Waregem             | Waregem      | Regenboogstadion                 | 8,500      |

### Personal și sponsorizare
| Club                           | Patron             | Antrenor curent     | Căpitan                 | Sponsor pe tricou  |
| ------------------------------ | ------------------ | ------------------- | ----------------------- | ------------------ |
| R.S.C. Anderlecht              | Roger Vanden Stock | Ariel Jacobs        | Olivier Deschacht       | BNP Paribas Fortis |
| Cercle Brugge K.S.V.           | Frans Schotte      | Glen De Boeck       | Denis Viane             | A D M B            |
| R. Charleroi S.C.              | Abbas Bayat        | Position Vacant     | Adlène Guedioura        | VOO                |
| Club Brugge K.V.               | Pol Jonckheere     | Adrie Koster        | Stijn Stijnen           | Dexia              |
| K.R.C. Genk                    | Harry Lemmens      | Franky Vercauteren  | João Carlos             | Euphony            |
| K.A.A. Gent                    | Ivan De Witte      | Michel Preud'homme  | Bernd Thijs             | VDK                |
| K.F.C. Germinal Beerschot      | Jos Verhaegen      | Jos Daerden         | Kurt Van Dooren         | Quick              |
| K.V. Kortrijk                  | Jozef Allijns      | Georges Leekens     | Brecht Verbrugghe       | Digipass by VASCO  |
| K.S.C. Lokeren Oost-Vlaanderen | Roger Lambrecht    | Emilio Ferrera      | Olivier Doll            | Edialux            |
| KV Mechelen                    | Johan Timmermans   | Peter Maes          | Jonas Ivens             | Telenet            |
| R.E. Mouscron                  | Philippe Dufermont | Position Vacant     | Walter Baseggio         | Frinver Promotions |
| K.S.V. Roeselare               | Luc Espeel         | Dennis Van Wijk     | Stefaan Tanghe          | Deceuninck         |
| K. Sint-Truidense V.V.         | Roland Duchâtelet  | Guido Brepoels      | Peter Delorge           | Belisol            |
| Standard Liège                 | Reto Stiffler      | Dominique D'Onofrio | Steven Defour           | BASE               |
| K.V.C. Westerlo                | Herman Wijnants    | Jan Ceulemans       | Jef Delen               | Willy Naessens     |
| S.V. Zulte-Waregem             | Willy Naessens     | Francky Dury        | Ludwin Van Nieuwenhuyze | Enfinity, Petrus   |

## Clasament
| Poz | Echipa             | MJ | V  | E  | Î  | GM | GP | G   | Pct | Promovare sau retrogradare                                            |
| --- | ------------------ | -- | -- | -- | -- | -- | -- | --- | --- | --------------------------------------------------------------------- |
| 1   | Anderlecht         | 28 | 22 | 3  | 3  | 62 | 20 | +42 | 69  | Format:Fb competiție 2009-10 Playoff-ul pentru titlul belgian         |
| 2   | Club Brugge        | 28 | 17 | 6  | 5  | 52 | 33 | +19 | 57  | Format:Fb competiție 2009-10 Playoff-ul pentru titlul belgian         |
| 3   | Gent               | 28 | 14 | 7  | 7  | 49 | 30 | +19 | 49  | Format:Fb competiție 2009-10 Playoff-ul pentru titlul belgian         |
| 4   | Kortrijk           | 28 | 12 | 9  | 7  | 39 | 30 | +9  | 45  | Format:Fb competiție 2009-10 Playoff-ul pentru titlul belgian         |
| 5   | Sint-Truiden       | 28 | 12 | 6  | 10 | 35 | 35 | 0   | 42  | Format:Fb competiție 2009-10 Playoff-ul pentru titlul belgian         |
| 6   | Zulte-Waregem      | 28 | 10 | 11 | 7  | 39 | 32 | +7  | 41  | Format:Fb competiție 2009-10 Playoff-ul pentru titlul belgian         |
| 7   | Mechelen           | 28 | 12 | 3  | 13 | 36 | 46 | −10 | 39  | Format:Fb competiție 2009-10 Playoff-ul belgian pentru Europa         |
| 8   | Standard Liège     | 28 | 10 | 9  | 9  | 38 | 34 | +4  | 39  | Format:Fb competiție 2009-10 Playoff-ul belgian pentru Europa         |
| 9   | Cercle Brugge      | 28 | 11 | 5  | 12 | 45 | 40 | +5  | 38  | Format:Fb competiție 2009-10 Playoff-ul belgian pentru Europa         |
| 10  | Germinal Beerschot | 28 | 9  | 8  | 11 | 30 | 43 | −13 | 35  | Format:Fb competiție 2009-10 Playoff-ul belgian pentru Europa         |
| 11  | Genk               | 28 | 8  | 10 | 10 | 33 | 31 | +2  | 34  | Format:Fb competiție 2009-10 Playoff-ul belgian pentru Europa         |
| 12  | Westerlo           | 28 | 8  | 8  | 12 | 28 | 34 | −6  | 32  | Format:Fb competiție 2009-10 Playoff-ul belgian pentru Europa         |
| 13  | Charleroi          | 28 | 5  | 8  | 15 | 28 | 45 | −17 | 23  | Format:Fb competiție 2009-10 Playoff-ul belgian pentru Europa         |
| 14  | Lokeren            | 28 | 5  | 3  | 20 | 22 | 54 | −32 | 18  | Format:Fb competiție 2009-10 Playoff-ul belgian pentru Europa         |
| 15  | Roeselare (R)      | 28 | 4  | 6  | 18 | 29 | 58 | −29 | 18  | Format:Fb competiție 2009-10 Belgian Second Division Final Round      |
| 16  | Mouscron (R)       | 0  | 0  | 0  | 0  | 0  | 0  | 0   | 0   | Retrogradare în Format:Fb competiție 2010-11 Belgian Third Division 1 |

Sursa: soccerway.com
Reguli de clasare: 
1) puncte; 2) meciuri câștigate; dacă echipele mai sunt în situație, este organizat un playoff.
1Mouscron were relegated due to the club's financial problems, which caused them to forfeit three consecutive matches. Their record was expunged.
POZ = Poziția în clasament; (C) = Campioană; (R) = Retrogradată; (P) = Promovată; (E) = Eliminată; (O) = Câștigătoare de play-off; (A) = Avansează în runda următoare. 
Aplicabil doar când sezonul nu este terminat: 
(Q) = Calificare în faza competiției indicată; (TQ) = Calificare în competiție, dar încă nu în faza indicată; (RQ) = Calificată în competiția de retrogradare indicată; (DQ) = Descalificată din competiție.